# Resolució 1689 del Consell de Seguretat de les Nacions Unides
La Resolució 1689 del Consell de Seguretat de les Nacions Unides fou adoptada per unanimitat el 20 de juny de 2006. Després de recordar totes les resolucions anteriors sobre la situació a Libèria i l'Àfrica occidental, el Consell va decidir continuar amb les sancions contra la importació de diamants del país durant sis mesos, encara que s'han aixecat restriccions similars relacionades amb la importació de fusta.

## Resolució

### Observacions
El Consell va començar acollint amb satisfacció el paper de la presidenta Ellen Johnson Sirleaf en els seus esforços per reconstruir Libèria. Va encomanar a Sirleaf, al president nigerià Olusegun Obasanjo i altres pel seu paper en la transferència de l'ex president liberià Charles Ghankay Taylor al Tribunal Especial per Sierra Leone.
La resolució també va acollir amb beneplàcit l'adopció d'un "Programa de Governança i Assistència per a la Gestió Econòmica" per part del govern de Libèria per intentar aixecar les restriccions imposades per la Resolució 1521 (2003), la cooperació amb el Procés de Kimberley i els intents de gestió transparent del sector forestal. Al mateix temps, el progrés en el sector de la fusta era limitat a causa de la manca d'una legislació adequada.
Els membres del Consell van destacar la importància de la Missió de les Nacions Unides a Libèria (UNMIL) en la millora de la seguretat i ajudant al govern a establir la seva autoritat a tot el país, especialment en les regions productores de diamants i fusta i a les àrees frontereres. La situació continua constituint una amenaça per a la pau i la seguretat a la regió.

### Actes
Actuant sota el Capítol VII de la Carta de les Nacions Unides, el Consell va decidir no renovar les restriccions contra la importació de fusta. L'aixecament de la mesura es revisarà en un termini de 90 dies i es tornarà a inscriure si es feia evident que no s'havia aprovat la legislació forestal. En aquest context, el Consell va instar la ràpida adopció de la legislació.
Les restriccions contra la importació de diamants en brut es van estendre per un període de sis mesos, amb una revisió després de quatre mesos per permetre al govern liberià d'establir un règim de certificat d'origen, al qual es va instruir a presentar al comitè de sancions.
Finalment, es va demanar al Secretari General Kofi Annan que prorrogués el mandat d'un panell d'experts que vigila les sancions per uns altres sis mesos que es van restablir a la Resolució 1647 (2005). El panell havia d'informar abans del 15 de desembre de 2006 amb les seves observacions i recomanacions sobre l'aplicació de les sancions.